# Kariber (fåglar)
Kariber (Eulampis) är ett fågelsläkte i familjen kolibrier. Släktet omfattar två arter som förekommer i Västindien på Puerto Rico och i Små Antillerna:
- Grönstrupig karib (E. holosericeus)
- Purpurstrupig karib (E. jugularis)

DNA-studier visar att släktet är en del av Anthracothorax. Resultaten har dock ännu inte lett till några taxonomiska förändringar.